# ゼロ (BUMP OF CHICKENの曲)
「ゼロ」は、BUMP OF CHICKENの21枚目のシングル。2011年10月19日にトイズファクトリーから発売された。

## 概要
- 前作「Smile」から約5ヶ月ぶりにリリースされる2011年3枚目のシングル。
- 通常盤と2012年1月末までの期間限定盤の2種類で発売され、期間限定盤には「ゼロ」の『ファイナルファンタジー零式』オープニングバージョンと、「ゼロ」の特別編集ミュージック・ビデオ等が収録されるスクウェア・エニックス製作のDVDが付属する[1][2][3]。通常盤と期間限定盤共に初回封入特典として、約3年半ぶりとなる全国ツアー「BUMP OF CHICKEN 2011-12 GOOD GLIDER TOUR」の最速先行予約受付の応募券が封入される[4]。また、ジャケットデザインは通常盤と期間限定盤で異なっており、期間限定盤は天野喜孝デザインの『ファイナルファンタジー零式』のロゴと共通したイラストを使用している[5][6]。
- 当初は2011年10月5日発売予定であったが、同年8月26日にゲームの発売が延期されることが発表され、それに伴い本作の発売も10月19日に延期となった[7]。
- 初動売上が15万枚を突破したのは、2007年リリースの「花の名」「メーデー」以来となった。また、初動のみでこの年に発売した「友達の唄」「Smile」、2010年にリリースした「HAPPY」「魔法の料理 〜君から君へ〜」「宇宙飛行士への手紙/モーターサイクル」それぞれの累計売上を上回っている。また累計は25.7万枚を記録し、「花の名」以来4年ぶりにシングルで累計25万枚を突破する大ヒットとなった。

## 収録曲
- 全曲 作詞・作曲：藤原基央、編曲：BUMP OF CHICKEN

1. ゼロ （6:55）
PlayStation Portable専用ソフト『ファイナルファンタジー零式』主題歌[8]。
同ゲームの開発ディレクターを務めた田畑端は「この曲無くしては本作は完成しない」とコメントした[9]。あまりにも曲の出来が良かった為に、ゲーム中に楽曲が流れるシーンを曲と合うように全て作り直し、完成版が送られてくるまでは手が付けられない状態にしておいたという[10]。
楽曲の歌詞は、ゲームのシナリオを詳細に反映させようとはせず、最初の企画書に掲載されていたゲームの登場人物たちの集合写真と、その後ろで燃える戦火（「戦記モノになる」とだけ聞かされていた）からイメージを大きく膨らませて書かれたものとなっている[11]。また、曲の制作はゲームの正式タイトルが決定する直前の2011年初頭に行われ、比較的短期間で完成した。このため、「Smile」よりも古い曲である。
なお、小学生の頃からの『ファイナルファンタジーシリーズ』ファンだった藤原は10代の頃に「俺たちが（『ファイナルファンタジー』の）主題歌とかやれないかな?」とメンバー同士で話していたとのこと[12]。
メンバーの演奏、影絵風のアニメーション、東京シティ・バレエ団による舞踊からなるミュージック・ビデオが制作されている。
2014年のツアー「WILLPOLIS 2014」の東京ドーム公演で演奏された際には「FINAL FANTASY 零式」のキャラクターが登場する映像がスクリーンに投影された[13]。なおこの模様は、映像作品『WILLPOLIS 2014』に収録されている。
2. Smile （8:26）
2011年9月30日までの期間限定で販売されていたシングル「Smile」（ソフトバンクモバイル提供「東日本大震災復興支援ポータルサイト」TVCMソング）をバンドサウンドでアレンジしたものである[6]。オリジナル・バージョン（藤原によるアコースティック・ギター1本弾き語り）にはない終奏部分が追加されているため、演奏時間がオリジナル・バージョン（4分15秒）の約2倍となっている。また、BUMP OF CHICKEN公式サイトの「TAKAHASHI DIARY」の2011年6月の記事では「スタジオでアレンジ」と書かれていた。
2011年9月26日に放送されたラジオ「SCHOOL OF LOCK!」内で、A面曲「ゼロ」よりも早くラジオ解禁された[14]。
ミュージックビデオが制作されている。
アルバム『RAY』にはこちらのバージョンが収録されている（ライブDVD『GOLD GLIDER TOUR 2012』『WILLPOLIS 2014』でも演奏されている）。オリジナルはシングル曲であるものの、シングルのカップリング曲がオリジナルアルバムに収録されたのは本作が初めてである[15]。
3. ゼロ（"FINAL FANTASY零式"オープニングver.） （2:58）
期間限定盤に収録されるボーナストラック
ショートverではなく、アコースティックギターによるアレンジ。

- 隠しトラックとして初回限定生産盤には「新鮮・お野菜王国の伝説のテーマ」、通常盤には「恋の陰陽師」（2曲ともに作詞・作曲：BUMP OF CHICKEN）が収録されている。

### 期間限定盤付属DVD
1. ゼロ"FINAL FANTASY零式" 特別編集ミュージックビデオ
2. ゼロ"FINAL FANTASY零式" オープニングver. ダイジェストミュージックビデオ

## 収録アルバム
- 『RAY』（#1・#2）